# Horst P. Popp
Horst P. Popp (* 1. Juni 1958 in Nürnberg) ist Gründer und war Vorstandsvorsitzender der Umweltbank AG.

## Leben
Popp besuchte das Martin-Behaim-Gymnasium Nürnberg und studierte anschließend Betriebswirtschaftslehre an den Universitäten Erlangen-Nürnberg und Würzburg. Seinen Abschluss als Diplomkaufmann bestand er 1984 mit Prädikat. Anschließend sammelte er erste Bankerfahrung in einem einjährigen Traineeprogramm bei der DG Bank.
1989 wurde er Leiter der Kreditabteilung der Raiffeisenbank Nürnberg, ehe er 1992 in den Vorstand der Ökobank wechselte. Deren Konzept erweiternd, gründeten er und seine Frau Sabine 1997 die Umweltbank AG, die er bis 2015 als Vorstandsvorsitzender leitete. Im selben Jahr wurde sie von der Bundesanstalt für Finanzdienstleistungsaufsicht mit allen Rechten einer Bank ausgestattet. 2008 war Popp mit einer Beteiligung von rund 15 % Hauptaktionär des Unternehmens.
2015 trat Popp als Vorstand der Umweltbank zurück. Sein Aktienanteil von 15,6 % wurde 2018 an die GLS-Bank verkauft.
Horst P. Popp ist geschieden und Vater zweier Kinder.